# I
I [iː] (fil) är den nionde bokstaven i det moderna latinska alfabetet.

## Betydelser

### Versalt I
- Talet 1 (ett) med romerska siffror.
- Länsbokstav för Gotlands län.
- Nationalitetsbeteckning för motorfordon från Italien.
- Kemiskt tecken för grundämnet jod. Se även periodiska systemet.
- Symbol för storheten elektrisk ström i fysikaliska formler (till exempel Ohms lag).
- Gammalt svenskt personligt pronomen; se I (pronomen).
- Inom bibliotekens klassifikationssystem SAB beteckning för konst, musik, teater och film, se SAB:I.
- Vanligt förekommande som tröghetsmoment i stela kroppars dynamik (alt. bet. J).

### Gement i
- i är inom matematiken den imaginära enheten.
- I det internationella fonetiska alfabetet står i för sluten främre orundad vokal.
- Det nya namnet på OS/400 / i5/OS

## Historia
Till det latinska alfabetet kom bokstaven I från den grekiska bokstaven jota. Den härstammar i sin tur från den feniciska bokstaven "jodh", som ursprungligen föreställde en arm. Länge fick bokstaven "I", liksom "jota" och "jodh", beteckna både i-ljud och j-ljud.

## Datateknik
I datorer lagras I samt förkomponerade bokstäver med I som bas och vissa andra varianter av I med följande kodpunkter:
| Unicode          | Gemen |                                               | Unicode          | Versal |                                                 | Används bl.a. i följande språk |
| ---------------- | ----- | --------------------------------------------- | ---------------- | ------ | ----------------------------------------------- | --- |
| U+0069           | i     | LATIN SMALL LETTER I                          | U+0049           | I      | LATIN CAPITAL LETTER I                          | de flesta där latinskt alfabet används |
| U+2071           | ⁱ     | SUPERSCRIPT LATIN SMALL LETTER I              |                  |        |                                                 | |
| U+00ED           | í     | LATIN SMALL LETTER I WITH ACUTE               | U+00CD           | Í      | LATIN CAPITAL LETTER I WITH ACUTE               | isländska, färöiska, spanska, pinyin, portugisiska, tjeckiska, slovakiska, ungerska, iriska, italienska, katalanska, occitanska                                                                                         |
| U+00EC           | ì     | LATIN SMALL LETTER I WITH GRAVE               | U+00CC           | Ì      | LATIN CAPITAL LETTER I WITH GRAVE               | italienska, walesiska, pinyin |
| U+012D           | ĭ     | LATIN SMALL LETTER I WITH BREVE               | U+012C           | Ĭ      | LATIN CAPITAL LETTER I WITH BREVE               | |
| U+00EE           | î     | LATIN SMALL LETTER I WITH CIRCUMFLEX          | U+00CE           | Î      | LATIN CAPITAL LETTER I WITH CIRCUMFLEX          | franska, rumänska, italienska, kurdiska, walesiska |
| U+01D0           | ǐ     | LATIN SMALL LETTER I WITH CARON               | U+01CF           | Ǐ      | LATIN CAPITAL LETTER I WITH CARON               | pinyin |
| U+00EF           | ï     | LATIN SMALL LETTER I WITH DIAERESIS           | U+00CF           | Ï      | LATIN CAPITAL LETTER I WITH DIAERESIS           | franska, katalanska, walesiska, occitanska, portugisiska |
| U+1E2F           | ḯ     | LATIN SMALL LETTER I WITH DIAERESIS AND ACUTE | U+1E2E           | Ḯ      | LATIN CAPITAL LETTER I WITH DIAERESIS AND ACUTE | |
| U+0129           | ĩ     | LATIN SMALL LETTER I WITH TILDE               | U+0128           | Ĩ      | LATIN CAPITAL LETTER I WITH TILDE               | grönländska, äldre ortografi, kikuyu |
| U+012F           | į     | LATIN SMALL LETTER I WITH OGONEK              | U+012E           | Į      | LATIN CAPITAL LETTER I WITH OGONEK              | litauiska |
| U+012B           | ī     | LATIN SMALL LETTER I WITH MACRON              | U+012A           | Ī      | LATIN CAPITAL LETTER I WITH MACRON              | lettiska, liviska, pinyin |
| U+1EC9           | ỉ     | LATIN SMALL LETTER I WITH HOOK ABOVE          | U+1EC8           | Ỉ      | LATIN CAPITAL LETTER I WITH HOOK ABOVE          | vietnamesiska |
| U+0209           | ȉ     | LATIN SMALL LETTER I WITH DOUBLE GRAVE        | U+0208           | Ȉ      | LATIN CAPITAL LETTER I WITH DOUBLE GRAVE        | slovenska, kroatiska |
| U+020B           | ȋ     | LATIN SMALL LETTER I WITH INVERTED BREVE      | U+020A           | Ȋ      | LATIN CAPITAL LETTER I WITH INVERTED BREVE      | slovenska, kroatiska |
| U+1ECB           | ị     | LATIN SMALL LETTER I WITH DOT BELOW           | U+1ECA           | Ị      | LATIN CAPITAL LETTER I WITH DOT BELOW           | vietnamesiska |
| U+1E2D           | ḭ     | LATIN SMALL LETTER I WITH TILDE BELOW         | U+1E2C           | Ḭ      | LATIN CAPITAL LETTER I WITH TILDE BELOW         | |
| U+0133           | ĳ     | LATIN SMALL LIGATURE IJ                       | U+0132           | Ĳ      | LATIN CAPITAL LIGATURE IJ                       | nederländska, skrivs ofta som vanliga ij (eller IJ), men det har andra egenskaper vad gäller stor/liten bokstav, och versal IJ-ligatur har ibland ett U-liknande utseende. Har oklar ställning som bokstav eller digraf |
| <U+0133, U+030B> | ĳ̋     |                                               | <U+0132, U+030B> | Ĳ̋      |                                                 | (ij-ligatur med akut-accent(er)) |
| U+0131           | ı     | LATIN SMALL LETTER DOTLESS I                  |                  |        |                                                 | turkiska, azeriska, gagauziska (motsv. stor bokstav är det vanliga I:et) |
|                  |       |                                               | U+0130           | İ      | LATIN CAPITAL LETTER I WITH DOT ABOVE           | turkiska, azeriska, gagauziska (motsv. liten bokstav är det vanliga i:et) |

I ASCII-baserade kodningar lagras I med värdet 0x49 (hexadecimalt) och i med värdet 0x69 (hexadecimalt).
I EBCDIC-baserade kodningar lagras I med värdet 0xC9 (hexadecimalt) och i med värdet 0x89 (hexadecimalt).
Övriga varianter av I lagras med olika värden beroende på vilken kodning som används, om de alls kan representeras.